# Idrees Sulieman
Idrees Dawud ibn Sulieman, właśc. Leonard Graham (ur. 7 sierpnia 1923 w Saint Petersburgu, zm. 23 lipca 2002 tamże) – afroamerykański trębacz jazzowy.

## Życiorys
Urodził się jako Leonard Graham, ale w późniejszym czasie, po zmianie wyznania na islam, oficjalnie przyjął nowe imię i nazwisko. Już w dzieciństwie chciał zostać saksofonistą, ale że ojca nie było stać na kupno saksofonu, zaczął grać na trąbce. Niemniej w latach 60. sięgnął po saksofon altowy, pokazując jego dobre opanowanie. Trąbka jednak pozostała jego instrumentem głównym.
Studiował w Konserwatorium Bostońskim (Boston Conservatory). Pierwsze kroki jako muzyk zawodowy stawiał w zespole Carolina Cotton Pickers. Następnie w latach 1943–1944 był członkiem „wojennego” składu orkiestry Earla Hinesa. Znajdowali się w nim także współtwórcy bebopu: Charlie Parker i Dizzy Gillespie, którzy mieli znaczący wpływ na jego rozwój muzyczny i wypracowanie własnego stylu gry.
Przez pewien czas grał w zespole Mary Lou Williams. Współpracował także z orkiestrami Caba Callowaya, Counta Basiego i Lionela Hamptona. W październiku 1947 wziął udział w pierwszych nagraniach Theloniousa Monka. W latach 50. był sidemanem chętnie angażowanym w zespołach bebopowych. Ponadto często nagrywał m.in. z Colemanem Hawkinsem i Johnem Coltrane’em. W latach 1958-1959 koncertował z Randym Westonem.
W 1961 wyjechał do Europy na tournée z pianistą Oscarem Dennardem. W rezultacie zamieszkał w Sztokholmie. Nawiązał wtedy współpracę z saksofonistami Ericem Dolphym i Donem Byasem, oraz pianistą Budem Powellem. W 1964 przeniósł się do Kopenhagi i podjął pracę w orkiestrze Duńskiego Radia. Decyzja o osiedleniu się w Skandynawii ograniczyła możliwości zdobycia sławy, ale dawała gwarancję pozyskania stałej pracy na Starym Kontynencie. Od pierwszej połowy lat 60. do 1972, czyli przez prawie cały okres działania formacji The Kenny Clarke/Francy Boland Big Band, był jej czołowym solistą.
Przez niemal sześć dziesięcioleci lat był aktywnym muzykiem. Niemniej w ostatnich latach życia jego działalność uległa ograniczeniu.
Zmarł wskutek choroby nowotworowej pęcherza w szpitalu św. Antoniego w rodzinnym Saint Petersburgu na Florydzie. Miał 78 lat. Został pochowany na miejscowym cmentarzu Sunnyside.

### Małżeństwo i dzieci
Był żonaty. Miał córkę o imieniu Althea, po mężu Andrews.

## Muzycy, z którymi nagrywał
Gene Ammons, Art Blakey, Francy Boland Clifford Brown, Kenny Burrell, Don Byas, Donald Byrd, Benny Carter, Teddy Charles, Kenny Clarke, Jimmy Cleveland, John Coltrane, Miles Davis. Eric Dolphy, Dizzy Gillespie, Art Farmer, Ella Fitzgerald, Tommy Flanagan, Dexter Gordon, Friedrich Gulda, Coleman Hawkins, Joe Henderson, Earl Hines, Bobby Jaspar, John Jenkins, Sam Jones, Thad Jones, Louis Jordan, Carmen McRae, Thelonious Monk, Charlie Parker, Horace Parlan, Niels-Henning Ørsted Pedersen, Bud Powell, Buddy Rich, Max Roach, Bernt Rosengren, Sahib Shihab, Mal Waldron, Randy Weston, Ernie Wilkins, Lester Young

## Wybrana dyskografia
- 1957 Three Trumpets – Farmer–Byrd–Sulieman (Prestige
- 1958 Roots (Prestige)
- 1959
  - The Cats – Tommy Flanagan–John Coltrane–Kenny Burrell–Idrees Sulieman (New Jazz)
  - Coolin’ – Teddy Charles–Idrees Sulieman–John Jenkins–Mal Waldron (New Jazz)
- 1963
  - Americans in Europe, Vol. 1 (Impulse! Records)
  - Americans in Europe, Vol. 2 (Impulse!)
- 1964 The Camel (Columbia)
- 1976 Now Is the Time (SteepleChase)
- 1985 Bird's Grass (SteepleChase)
- 1986 Groovin' (SteepleChase)

Zestawienie wg dat wydania płyt